# Amálie Hilgertová
Amálie Hilgertová (Brandýs nad Labem, 4 de septiembre de 1997) es una deportista checa que compite en piragüismo en la modalidad de eslalon.
Ganó dos medallas en el Campeonato Mundial de Piragüismo en Eslalon, plata en 2019 y bronce en 2017, y dos medallas en el Campeonato Europeo de Piragüismo en Eslalon, oro en 2019 y bronce en 2020.
En los Juegos Europeos de Cracovia 2023 consiguió una medalla de plata en la prueba de K1 por equipos.
Sus padres, Ivan y Marcela, sus tíos Luboš Hilgert y Štěpánka Hilgertová y su primo Luboš compitieron en el mismo deporte.

## Palmarés internacional
| Campeonato Mundial | Campeonato Mundial      | Campeonato Mundial | Campeonato Mundial |
| Año                | Lugar                   | Medalla            | Competición        |
| ------------------ | ----------------------- | ------------------ | ------------------ |
| 2017               | Pau (Francia)           | Medalla de bronce  | K1 extremo         |
| 2019               | Seo de Urgel (España)   | Medalla de plata   | K1 por equipos     |
| Juegos Europeos    |                         |                    |                    |
| Año                | Lugar                   | Medalla            | Competición        |
| 2023               | Cracovia (Polonia)      | Medalla de plata   | K1 por equipos     |
| Campeonato Europeo |                         |                    |                    |
| Año                | Lugar                   | Medalla            | Competición        |
| 2019               | Pau (Francia)           | Medalla de oro     | K1 individual      |
| 2020               | Praga (República Checa) | Medalla de bronce  | K1 individual      |